# Emphysomera biharensis
Emphysomera biharensis là một loài ruồi trong họ Asilidae. Emphysomera biharensis được Joseph & Parui miêu tả năm 1987.